# Jevgenija Ginzburgová
Jevgenija Semjonovna (Solomonovna) Ginzburgová, rusky Евгения Семёновна (Соломоновна) Гинзбург (20. prosince 1904 Moskva – 25. května 1977 Moskva) byla ruská a sovětská politička a spisovatelka židovského původu.

## Život
Narodila se v Moskvě v židovské rodině, její otec Solomon Notovich (Natanovich) Ginzburg (1876-1938) se narodil v Grodnu a byl majitelem lékárny, matka  Rebekah Markovna Ginzburg (1881-1949) byla rodačka z Vilniusu. V letech 1920-1922 studovala na Fakultě sociálních věd na univerzitě v Kazani, poté přešla do 3. ročníku na katedru Kazaňského východního pedagogického institutu, kde vystudovala historii, později se stala kandidátkou historických věd. Nastoupila pedagogickou dráhu profesorky literatury a publicistiky, byla členkou Svazu spisovatelů.  Publikovala metodické stati o vyučování a výchově ve školách ve Francii a Německu. Její díla byla publikována v časopisech Novy Mir, Mládí, Literární přehled. Od roku 1922 byla členkou KSSS, působila v regionálních novinách, byla dopisovatelkou novin Literaturnaja Gazeta. Ve 30. letech byla aktivní komunistkou, spolupracovala s novinami Červená Tatarija. Spolu se svým mužem patřila k prvním komsomolcům a členům komunistické strany, kteří byli hned po bolševickém převratu posláni na území Tatarů, především do Kazaně, aby upevnili sovětskou vládu.
V roce 1934 dostala stranické napomenutí za „nedostatečnou bdělost“. V roce 1935 nesměla nastoupit do práce na fakultě a byla propuštěna. V roce 1937, kdy již naplno probíhaly procesy proti „nepřátelům lidu“, byla vyloučena z komunistické strany, zatčena NKDV a odsouzena za údajnou účast v trockistické teroristické organizaci a špionáž na deset let ve vězení s vyhnanstvím na pět let a propadnutím majetku. Odsouzen byl později její tehdejší manžel Pavel Vasiljevič Aksjonov a byli zatčeni i spisovatelčini rodiče.Jevgenija Ginzburgová strávila 10 let ve věznicích mimo jiné v Butyrce a politickém izolátoru Jaroslavli a táborech Kolyma, 8 let v exilu. V exilu v Magadanu se provdala za vězně doktora Antona Jakovleviče Waltera. Své zatčení vnímala jako tragickou chybu a čekala na vysvobození. V letech 1951-1956 byla do tábora poslána znovu. Poté, co byla částečně rehabilitována, prožila deset let se svým mužem ve Lvově, kde napsala první alternativní verzi Strmé cesty. Po smrti manžela se vrátila zpět do Moskvy, kde pracovala jako žurnalistka, věnovala se psaní drobné prózy a vzpomínek, ale žádné velké literární dílo již nedokončila. Roku 1977 zemřela v Moskvě, je pohřbena na Kuzminském hřbitově. 
Jevgenija Ginzburková měla tři děti:
Nejstarší syn Alexej Dmitrijevič Fedorov (1926-1942), z prvního manželství s doktorem Dmitrijem Fedorovem, učitelem prvního leningradského lékařského institutu, zemřel při obléhání Leningradu (Petrohradu) ve Velké vlastenecké válce.  
Nejmladší dítě byl Vasilij Pavlovič Aksjonov (1932-2009), kterého měla s manželem Pavlem Vasiljevičem Aksjonovem. Vasilij vystudoval medicínu v Leningradě, byl  ruský spisovatel, dramatik a scenárista, překladatel, pedagog. Byl zakládajícím členem ruské pobočky PEN klubu, za román Voltairiánci a voltairiánky obdržel Bookerovu cenu a byl vyznamenán francouzským Řádem umění a literatury.
Třetí dítě byla dcera. S lékařem Antonem Jakovlevičem Walterou si osvojili osiřelou dívku Antoninu Chinčinskou, pozdější herečku známou jako Antonina Pavlovna Aksjonova.
V roce 1937, kdy byli oba rodiče zatčeni, nebylo ještě Vasilijovi Aksjonovovi pět let, jeho starší sourozence si vzali příbuzní, Vasilij byl poslán do sirotčince. V roce 1938 se ho podařilo bratrovi Pavla Aksjonova Vasilija najít a ten žil pak u tety až do roku 1948. Jeho matka opustila tábor v roce 1947a žila v exilu v Magadanu, od roku 1948 tam žil syn s ní. Jevgenije  Ginzburgová popsala setkání se synem ve Strmé cestě, v roce 1975 popsal Vasilij Aksjonov své magadanské mládí ve svém autobiografickém románu Popáleniny.

## Dílo
Bibliografie
- Studium Říjnové revoluce na druhém stupni školy. Kazaň, 1927.
- Buržoazní nacionalisté vyloučeni z řad spisovatelů. Literární noviny. 1936. Takhle to začalo. Poznámky učitele. Kazaň. 1963
- Strmá trasa. Milano. Mondadori, 1967.
- Strmá trasa. (ve 2 knihách). Riga. 1989.
- Strmá cesta (Крутой маршрут, 1967, druhá část 1975–1977),česky: překlad: Milan Jungmann, Jana Červenková, Kamil Chrobák, Praha, Odeon, 1992, ISBN 80-207-0394-2
- Strmá cesta, druhé opravené a doplněné vydání, Brno, Kartuziánské nakladatelství, 2022, ISBN 978-80-88325-21-5

Strmá cesta (Крутой маршрут)
Jedno z prvních literárních děl vyprávějících o stalinských represích v SSSR a o krutých podmínkách v gulazích na Sibiři. Poprvé kniha vyšla v Miláně, v SSSR byla poprvé publikována od roku 1988 do roku1989 v časopis Daugava (Riga), předtím byla distribuována v samizdatu. V roce 2009 byl v rámci mezinárodní spolupráce natočen podle knihy film s názvem Within the Whirlwind, byl uveden na filmovém festivalu v Gdaňsku.
Kniha byla jednou z nejlépe hodnocených knih o gulazích Je to vyprávění o 18 letech strávených ve vězení, kolymských lágrech a vyhnanství. Sama autorka o ní píše jako o memoárech. V konečné verzi je rozdělena do tří část:.
Část první (48 kapitol, napsáno v roce 1967) - popisuje události od atentátu na Kirova v roce 1934, zatčení autorky v roce 1937 a prvních dvou let vězení v cele na samotce ve vězení v Jaroslavli.
Část druhá (28 kapitol, napsáno v letech 1975–1977) - přesun z Jaroslavle, doba služby v pracovních táborech Kolyma.
Část třetí (18 kapitol) - propuštění z tábora, život v Magadanu, rehabilitace v roce 1955
Epilog popisuje historii vzniku knihy.